# Ожегов Сергій Іванович
Сергій Іванович О́жегов (рос. Сергей Иванович Ожегов; 22 вересня 1900 — 15 грудня 1964) — російський мовознавець, упорядник «Тлумачного словника російської мови» за редакцією Миколи Ушакова. Доктор філологічних наук, професор.

## Життєпис
Сергій Іванович Ожегов народився 22 вересня (9 вересня за старим стилем) 1900 року в селищі Кам'яне (нині Кувшиново) Новоторжського повіту Тверської губернії.
Зі сторони батька в роду були уральські майстрові (дід був рабітником пробірної палати).
Напередодні Першої світової війни Ожегови переїхали в Петроград (нині Санкт-Петербург).
У 1917, закінчивши гімназію, Ожегов вступив на факультет мовознавства матеріальної культури Петроградського університету. В кінці 1918 залишив університет і добровільно записався в Червону армію. Брав участь у боях під Нарвою, Псковом і Ригою, на Карельському перешийку, потім в Україні проти Врангеля.
Після закінчення військових дій в 1922 Ожегову запропонували путівку у військову академію, але він відмовився, був демобілізований і повернувся в Петроградський університет.
Ще навчаючись в університеті, він почав викладати російську мову.
У 1926 Ожегов закінчив навчання і за поданням своїх вчителів Віктора Виноградова, Льва Щерби та Бориса Ляпунова був рекомендований до аспірантури Інституту історії літератур та мов Заходу та Сходу при Ленінградському державному університеті.
Ожегов серйозно займався дослідженням історії російської літературної мови, історичної граматики, лексикології, орфоепії (норми вимови) мови російських письменників, орфографії та фразеології. Основним об'єктом його наукових праць стала розмовна російська мова у всіх її проявах.
Крім наукової роботи, він ще викладав у Державному інституті історії мистецтв, педагогічному інституті ім. О. І. Герцена.
З кінця 1920-х років Ожегов почав роботу над «Тлумачним словником російської мови», редактором якого був Дмитро Ушаков.
У 1936 Ожегов переїхав до Москви, де продовжив роботу зі словником, який увійшов в історію російської культури як «Словник Ушакова». Перший том вийшов у 1935, а в 1940 вийшов останній 4-й том. Це було справжньою подією в науковому житті.
У 1937—1941 Сергій Ожегов викладав у Московському інституті філософії, літератури та мистецтва. З 1939 він був науковим співробітником Інституту мови та писемності.
Під час Німецько-радянської війни Ожегов залишився в Москві, виконував обов'язки директора Інституту мови і писемності до повернення з евакуації колишнього керівництва. Він розробив курс російської палеографії і викладав його студентам педінституту у воєнні роки. Бажаючи хоч у чомусь бути корисним країні, разом з іншими колегами, що залишилися, він організував мовознавче наукове товариство, вивчав мову воєнного часу.
Ще напередодні Німецько-радянської війни Ожегов почав роботу над «Словником російської мови». Він задумав створити короткий словник популярного типу. У підготовці першого видання взяли участь професор Григорій Винокур, а також академік Сергій Обнорський як головний редактор. 1-е видання словника вийшло в 1949 і відразу ж звернуло на себе увагу читачів, науковців і критиків. З 1949 словник перевидавався 8 разів. Ожегов майже до кінця життя працював над словником: вносив доопрацювання, удосконалював його структуру.
В даний час «Словник російської мови» займає особливе місце серед інших тлумачних словників російської мови. Це єдиний відносно повний однотомний словник (80000 слів і виразів), який послідовно, від видання до видання, відображає зміни в російській літературній лексиці.
1952 Сергій Ожегов став засновником і першим завідувачем сектора культури мовлення Інституту російської мови АН СРСР, одним з центральних напрямків якого стали вивчення і пропаганда мови. Він і його співробітники виступали по радіо, консультували дикторів і театральних працівників, замітки Сергій Ожегова нерідко з'являлися в періодичній пресі, він був постійним учасником літературних вечорів у Будинку вчених, запрошуючи для співробітництва в Сектор таких корифеїв письменницької справи, як Корній Чуковський, Лев Успенський, Федір Гладков, вчених, діячів мистецтва. Тоді ж почали виходити під його редакцією і в співавторстві знамениті словники вимовних норм, до яких прислухалися, які знали і вивчали навіть у зарубіжжі: «Орфографічний словник російської мови» (1956, 1963), «Російська літературна вимова і наголос» (1955), «Правильність російської мови» (1962) і інші.
За ініціативою Ожегова в 1958 в Інституті російської мови була створена Довідкова служба російської мови, яка відповідає на запити організацій і приватних осіб, що стосуються правильності російської мови.
Сергій Іванович Ожегов став організатором і натхненником науково-популярної серії «Питання культури мови» (1955—1965), в якій проходили апробацію роботи молодих колег і учнів Ожегова, стали потім відомими русистами-нормативістами: Юлія Бєльчикова, Людмили Граудіної, Віталія Костомарова, Льва Скворцова, Бориса Шварцкопфа і багатьох інших.
Ще однією справою життя Ожегова (поряд з виданням «Словника російської мови») стала підготовка нового наукового журналу «Русская речь» (перший номер вийшов після смерті лінгвіста в 1967), одного з найтиражніших академічних журналів, що має успіх і заслужену повагу й нині.
Будучи глибоким академічним фахівцем і проводячи велику викладацьку діяльність (він багато років працював у МДУ), Сергій Іванович Ожегов не був кабінетним ученим і жваво відгукувався з притаманною йому доброю іронією на ті зміни в мові, які починали входити в словник пересічної людини в космічну епоху.
Він лояльно ставився до «словесних проказ» молоді, прислухався до неї, добре знав і міг оцінити літературний, застосовуваний в особливих випадках, жаргон. Прикладом тому може служити укладена ним спільно з іншим знаменитим ученим, Олександром Реформатським, картотека російського мату — не зібрання нецензурних виразів у «словники», а науково обґрунтоване і художньо оформлене дослідження соціології мовного побуту міського населення — те, що є настільки популярним і актуальним у наш час.
Ожегов був членом Комісії Московської міської ради з найменування установ і вулиць Москви, Предметної комісії з російської мови Міністерства освіти РРФСР, заступником голови Комісії Академії наук щодо впорядкування написання та вимови іншомовних власних і географічних найменувань, науковим консультантом Всеросійського театрального товариства, Держтелерадіо; членом Орфографічної комісії АН, яка готувала «Правила російської орфографії та пунктуації», 1956 тощо).
Сергій Іванович Ожегов помер у Москві 15 грудня 1964. Урна з його прахом зберігається в стіні некрополя Новодівичого кладовища.